# Carl Jacob Adlerwald
Carl Jacob Adlerwald (före 1770 Browall), född 30 juli 1758 i Lockelsbo, Tierps socken, död 18 oktober 1829 på Skultuna bruk, var en svensk adelsman och brukspatron.
Carl Jacob Adlerwald var son till dåvarande sekreteraren Carl Brovall vilken dock då Carl Jacob var sju år gammal tog över Skultuna efter sin svärmor. Han gavs tidigt en ståndsmässig uppfostran och utbildades även då alla hans äldre bröder avlidit mycket unga för att överta bruket. År 1769 sändes han som elvaåring till som student till Uppsala tillsammans med sin yngre bror i sällskap med en informator som valts ut av Anders Schönberg den yngre. Mestadels erhöll han här en humanistisk utbildning, i vilken bland annat dans och fäktning ingick. Franska hörde till de viktigare kunskaper och Carl Jacob fick vanligen författa breven till sin far på detta språk. Han skall även ha studerat kemi för Torbern Bergman. År 1778 blev han auskultant i Bergskollegium för att den vägen få inblick i svensk bergsnäring. Hans tjänstgöring avbröts dock av branden vid Skultuna bruk 1780, som gjorde att faderns kreditorer ville avsluta uppgörelsen med fadern och begära bruket i konkurs. Carl Jacob Adlerwald tog nu med fast hand kontroll över affärerna och lyckades på kort tid inte bara återuppta driften utan även utöka den. En stor hjälp hade han i sin egen före detta och yngre broderns dåvarande informator Carl Sparre som lyckades ordna fram de behövliga lånen för att få igång verksamheten och betydande skattelindringar. Carl Jacob Adlerwald var till skillnad från sin far mycket sparsam, både vad gällde brukets och sina egna personliga utgifter. Under slutet av 1780-talet drabbades dock mässingsbruket av ett starkt avbräck i sin export och tvingades ställa om sin produktion mot den inhemska marknaden, men Alderwald klarade att ta bruket över svårigheterna på ett bättre sätt än de flesta andra brukspatronerna på de svenska mässingsbruken klarade.
Carl Jacob Adlerwald var historiskt intresserad, hade ett stort bibliotek och stod i brevförbindelse med flera kända historiker och antikvarier. Han var också trots sin sparsamhet generös mot släktingar och vänner, och gav betydande bidrag till uppförandet av Västmanlands-Dala nationshus i Uppsala. 
Carl Jacob Adlerwald förblev ungkarl hela livet. Med sin hushållerska hade han dock två barn vilka tog sig namnet Bergvall. De uppfostrades på Skultuna och erhöll ett visst arv i faderns testamente.